# 重松伸司
重松 伸司（しげまつ しんじ、1942年（昭和17年）- ）は、インド学者、名古屋大学、追手門学院大学名誉教授。

## 経歴
大阪府出身。1966年京都大学文学部東洋史学科卒、1974年同大学院文学研究科修士課程修了。インド・マドラス大学インド歴史学部大学院、1972-1974年ハワイ州立大学社会学部助手。1974年京都大学文学部助手、1976年名古屋大学文学部講師、1978年助教授、1990年教授、1992年名古屋大学大学院国際開発研究科教授、1999年「近代タミル移民社会史研究 -マレーシアおよびシンガポールにおける移民社会の形成と変容」で京大博士（文学）。2003年退官、追手門学院大学名誉教授、2013年退職。

## 受賞
- 2019年 第34回大同生命地域研究賞[1]

## 著書
- 「マドラス物語 海道のインド文化誌」 中公新書 1993年
- 「国際移動の歴史社会学 近代タミル移民研究」 名古屋大学出版会 1999年
- 「マラッカ海峡のコスモポリス ペナン」大学教育出版 2012年

### 編著
- 「現代アジア移民 その共生原理をもとめて」編著 名古屋大学出版会 1986
- 「変容するアジアと日本」編 リバティ書房 1996
- 「インドを知るための50章」三田昌彦共編著 明石書店（エリア・スタディーズ） 2003

### 翻訳
- J.A.デュボア、H.K.ビーチャム編『カーストの民 ヒンドゥーの習俗と儀礼』訳注 平凡社東洋文庫 1988
- ジョアンナ・リドル,ラーマ・ジョーシ『インドのジェンダー・カースト・階級』監訳 明石書店 1996

## 参考
- J-GLOBAL